# 烏克蘭駐華大使館
烏克蘭駐華大使館（羅馬化：Posolstvo Ukrainy v KNR）是烏克蘭對中華人民共和國所設的外交代表機構。本館位於北京市朝陽區三里屯東六街11號。

## 背景
烏克蘭共和國建國後，中華人民共和國1991年12月27日承認該國，雙方在1992年1月4日建立邦交。1993年12月4日，烏克蘭於北京舉行了烏克蘭駐華大使館開館典禮。由于乌克兰从未在朝鲜设立大使馆，对朝鲜的相关事务曾由乌克兰驻华大使馆兼辖，唯乌克兰与朝鲜于2022年断交。

## 歷代館長
| 姓名                       | 任期           | 位階     |
| -------------------------- | -------------- | -------- |
| 阿納托利·普柳什科          | 1993年－1998年 | 大使     |
| 蘇丹斯基                   | 1998年－1999年 | 臨時代辦 |
| 伊戈爾·利特文              | 1999年－2001年 | 大使     |
| 米哈伊爾·列兹尼克          | 2001年－2003年 | 大使     |
| 謝爾蓋·卡梅舍夫            | 2004年－2009年 | 大使     |
| 尤里·科斯堅科              | 2009年－2012年 | 大使     |
| 夏光                       | 2012年－2013年 | 臨時代辦 |
| 焦明·奥列格                | 2013年－2019年 | 大使     |
| 谢尔盖·卡梅舍夫            | 2019年－2021年 | 大使     |
| 詹娜·瓦列里夫娜·萊希欽斯卡 | 2021年－2023年 | 臨時代辦 |
| 帕夫洛·里亚比金            | 2023年－2025年 | 大使     |
| 亚历山大·涅齐塔伊洛        | 2025年－至今   | 大使     |